# 泉州 (景云)
泉州，中国唐朝、宋朝时设置的州。治所在今福建省泉州市鲤城区。

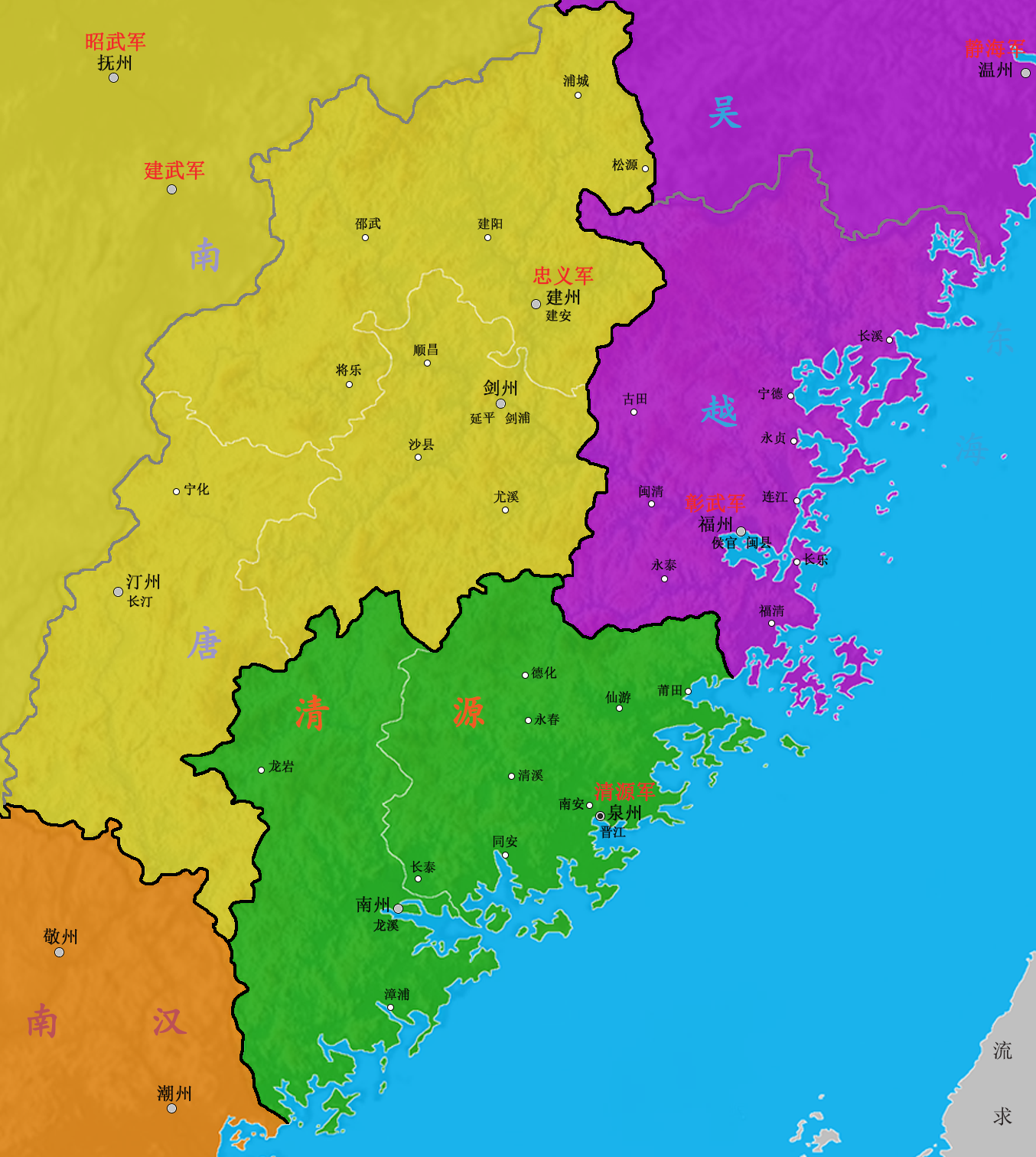
泉州（957年）

圣历二年（699年），以泉州分出的南安县、莆田县、龙溪县置武荣州，治所在南安县，后治所在晋江县。三年（700年），废武荣州，诸县还隶首府在今福州的泉州。久视元年（700年）复置武荣州。景云二年（711年），更名泉州，同时将原首府在今福州的泉州更名闽州。天宝、至德间为清源郡。《太平寰宇记》：泉山“在州北五里，因此为名。”开元八年（720年）置晋江县为附郭。下辖四县：晋江县、南安县、莆田县、仙游县。辖境相当今晋江和木兰溪流域、澎湖列岛及厦门、同安、金门等市县。户二万三千八百六，口十六万二百九十五。
五代后，西北部增辖德化县。
宋朝宋太宗太平兴国（976年－984年）時期后，东北部木兰溪流域划出，置兴化军；西南部长泰县划属漳州。北宋宋哲宗元祐二年（1087年）于泉州城置市舶司。为全国最繁盛的对外贸易中心，城南有蕃坊，为阿拉伯地区商人聚居处。
元朝初年，意大利旅行家马可·波罗誉其为世界最大港之一。至元十五年（1278年），升为泉州路。
| 唐朝泉州辖县 | 唐朝泉州辖县                                         |
| ------------ | ---------------------------------------------------- |
| 711年        | 南安县、龙溪县、莆田县、清源县                       |
| 720年        | 南安县、龙溪县、莆田县、清源县（新增晋江县，为州治） |
| 741年        | 晋江县、南安县、莆田县、清源县（龙溪县改属漳州）     |
| 742年        | 晋江县、南安县、莆田县、清源县（改名仙游县）         |

| 唐朝泉州刺史 - 赵慎微（711年） - 冯敬言（712年） - 冯仁知（718年） - 张琮（719年） - 云盈（开元年间） - 朱钦道（725年） - 尹顼（727年） - 阴俨（729年） - 云遂（732年） - 李元澄（734年） - 清源郡太守 | - 暨克华（758年） - 裴遂（758年） - 侯令仪（762年） - 李偕（764年） - 韦友信（765年） - 陆偃（766年） - 苏妙（769年） - 王仲达（772年） - 李构（774年） - 李行穆（777年） - 薛播（780年） - 丁琼（782年） - 贾荪（785年） - 李端（788年） - 赵昌（789年） - 李坚（790年） - 席相（791年—793年） - 裴泾（794年） - 穆赞（贞元年间） - 长孙湛（803年） - 薛戎（800年—805年） - 王沦（806年） - 马摠（807年—809年） - 李谞（809年—812年） - 韦执中（812年—815年） - 张浮（815年） - 李位（816年—817年） - 韩衢（817年—819年） - 李桔（819年—821年） - 李迥（821年） - 田渭（824年—826年） - 乌重儒（826年） | - 赵棨（829年） - 张偁（831年） - 李震（833年） - 曾继宗（835年） - 崔恭伯（838年） - 李元宗（838年） - 韦庸（840年） - 苏球（841年—844年） - 郑衮（844年） - 王固（845年—847年） - 蒋佋（847年） - 郑沼（848年） - 裴炜（850年） - 薛凝（852年） - 卢全白（855年） - 郑孺复（858年） - 窦师衮（860年） - 崔戵（863年） - 邵雄（866年） - 成丕（868年） - 韦翾（咸通年间） - 韦薄（873年） - 郑公绰（874年） - 裴宗夏（877年） - 林鄠（879年） - 李连（乾符、广明年间） - 陈巖（881年—884年） - 廖彦若（884年—886年） - 王潮（886年—893年） - 王彦复（893年） - 王审邽（894年—904年） - 王延彬（904年—907年） |